# خط عرض 68° شمال
خط عرض 68° شمال هي إحدى دوائر العرض الجغرافية، وهي دوائر وهمية تحيط بالكرة الأرضية، وموازية لخط الاستواء، وتتميز هذه الدائرة بأن الأراضي الواقعة عليها تنتمي للمنطقة القطبية.

## حول العالم
خط عرض 68° شمال يبدأ من خط الزوال الأولي ويتجه شرقا ويمر عبر:
| الإحداثيات                           | البلد أو الإقليم أو البحر | ملاحظات |
| ------------------------------------ | ------------------------- | --- |
| 68°0′N 0°0′E / 68.000°N 0.000°E      | المحيط الأطلسي            | بحر النرويج |
| 68°0′N 12°57′E / 68.000°N 12.950°E   | النرويج                   | جزيرة Moskenesøya |
| 68°0′N 13°14′E / 68.000°N 13.233°E   | Vestfjorden               | |
| 68°0′N 15°6′E / 68.000°N 15.100°E    | النرويج                   | جزر Engeløya، Lundøya وFinnøya, و the mainland (نوردلاند)                                                                                                   |
| 68°0′N 17°1′E / 68.000°N 17.017°E    | السويد                    | |
| 68°0′N 17°48′E / 68.000°N 17.800°E   | النرويج                   | لحوالي 5 km |
| 68°0′N 17°56′E / 68.000°N 17.933°E   | السويد                    | |
| 68°0′N 23°33′E / 68.000°N 23.550°E   | فنلندا                    | |
| 68°0′N 29°25′E / 68.000°N 29.417°E   | روسيا                     | شبه جزيرة كولا |
| 68°0′N 39°58′E / 68.000°N 39.967°E   | البحر الأبيض              | |
| 68°0′N 44°14′E / 68.000°N 44.233°E   | روسيا                     | شبه جزيرة كانين |
| 68°0′N 46°33′E / 68.000°N 46.550°E   | بحر بارنتس                | |
| 68°0′N 49°43′E / 68.000°N 49.717°E   | روسيا                     | |
| 68°0′N 73°7′E / 68.000°N 73.117°E    | خليج أوب [لغات أخرى]‏      | |
| 68°0′N 74°48′E / 68.000°N 74.800°E   | روسيا                     | |
| 68°0′N 176°31′W / 68.000°N 176.517°W | بحر تشوكشي                | |
| 68°0′N 165°15′W / 68.000°N 165.250°W | الولايات المتحدة          | ألاسكا |
| 68°0′N 141°0′W / 68.000°N 141.000°W  | كندا                      | يوكون (إقليم) الأقاليم الشمالية الغربية نونافوت |
| 68°0′N 115°7′W / 68.000°N 115.117°W  | خليج كورونيشن             | مرورا بشمال the Couper، Berens وLawford Islands، نونافوت, كندا · مرورا بشمال Hepburn Island، نونافوت, كندا · مرورا بجنوب the Jameson Islands، نونافوت, كندا |
| 68°0′N 110°9′W / 68.000°N 110.150°W  | كندا                      | نونافوت |
| 68°0′N 110°0′W / 68.000°N 110.000°W  | Bathurst Inlet            | |
| 68°0′N 109°26′W / 68.000°N 109.433°W | كندا                      | نونافوت - Chapman Islands |
| 68°0′N 109°0′W / 68.000°N 109.000°W  | Bathurst Inlet            | مرورا بشمال Lewes Island، نونافوت, كندا · Fishers Island، نونافوت, كندا                                                                                     |
| 68°0′N 107°53′W / 68.000°N 107.883°W | كندا                      | نونافوت |
| 68°0′N 103°17′W / 68.000°N 103.283°W | خليج الملكة مود           | |
| 68°0′N 98°59′W / 68.000°N 98.983°W   | كندا                      | نونافوت - جزيرة أوريلي، شبه جزيرة كلوتشاك وشبه جزيرة أديلايد                                                                                                |
| 68°0′N 96°6′W / 68.000°N 96.100°W    | Chantrey Inlet            | |
| 68°0′N 95°25′W / 68.000°N 95.417°W   | كندا                      | نونافوت |
| 68°0′N 88°20′W / 68.000°N 88.333°W   | خليج اللجنة               | |
| 68°0′N 86°48′W / 68.000°N 86.800°W   | كندا                      | نونافوت - جزيرة ويلز وشبه جزيرة ميلفيل |
| 68°0′N 82°9′W / 68.000°N 82.150°W    | حوض فوكس                  | |
| 68°0′N 77°2′W / 68.000°N 77.033°W    | كندا                      | نونافوت - جزيرة الأمير تشارلز, جزيرة أير فورس [لغات أخرى]‏ و بافن (جزيرة)                                                                                    |
| 68°0′N 64°46′W / 68.000°N 64.767°W   | مضيق دافيس                | |
| 68°0′N 50°20′W / 68.000°N 50.333°W   | جرينلاند                  | Knud Rasmussen Range |
| 68°0′N 33°39′W / 68.000°N 33.650°W   | جرينلاند                  | Crown Prince Frederick Range |
| 68°0′N 32°7′W / 68.000°N 32.117°W    | المحيط الأطلسي            | بحر غرينلاند بحر النرويج |